# Yoly Saa
Yolanda Saa Filgueira (Pontevedra, 4 d'octubre de 1992) és una cantautora, compositora i lletrista gallega.

## Biografia
Va començar a cantar des de molt petita gràcies del seu pare, qui li va inculcar la passió per boleros com «Contigo aprendí» o «Sabor a mí». A 13 anys li van regalar la seva primera guitarra per Nadal i va començar a tocar de manera autodidàctica, però no va ser fins a temps després que es va atrevir a cantar davant d'un públic. Quan tenia 18 anys, influenciada per la irrupció del també cantautor gallec Andrés Suárez, es va llançar a compondre les seves pròpies cançons, però els seus concerts es componien essencialment de versions. El 2013, un amic la va convèncer per a fer una versió de «Lucha de gigantes» d'Antonio Vega i publicar-la en el seu canal de YouTube. El vídeo li va donar reconeixement en el panorama musical de Galícia.
En 2018 després de veure en la televisió un concert de Coldplay a Rio de Janeiro, Yoly va decidir anar a Madrid apostant per la seva carrera musical. El dur ritme de la ciutat li va fer voler tornar, però la seva família li va instar a continuar. Yoly va començar a tocar en el Metro de Madrid per a guanyar soltesa exposant-se davant un públic gran, però que no li prestava massa atenció. Després va saltar als bars de música en directe de la ciutat com a Libertad 8 o El Búho Real.
Per recomanació d'una amiga, Yoly Saa es va presentar al concurs Abriendo ventanas, que havia impulsat el mateix Andrés Suárez el 2018 i que va acabar guanyant. La iniciativa del gallec se centrava a trobar joves artistes emergents que l'acompanyessin com a teloners en els seus concerts, una cosa que li va donar experiència i li va ensenyar a enfrontar-se a un públic més gran. També li va obrir noves portes en el panorama musical, tant que el 2020 va signar un contracte amb la discogràfica Warner Music Spain enmig de la pandèmia de la COVID-19.
Durant aquest mateix any, la cantant va publicar el seu primer EP, Magma i va participar en diferents iniciatives musicals de la campanya Yo me quedo en casa, promogudes durant el confinament, la qual cosa li va donar visibilitat i li va guanyar el suport de diferents artistes com Marta Soto o Dani Fernández. «De seis a seis» va ser el primer senzill que va veure la llum i també el primer videoclip de l'artista que va comptar amb la col·laboració de la ballarina Marcela León, però va ser el 2021 amb el llançament de «Todo contigo» quan va aconseguir el milió de reproduccions en poc temps i es va situar en les ràdios espanyoles. Alguns mitjans fins i tot la van arribar a denominar com la promesa del pop nacional.
El 22 d'abril de 2022 Yoly Saa va publicar A golpes de fe, el seu primer àlbum d'onze cançons, i a l'octubre del mateix any va començar la seva participació en el concurs d'RTVE, Dúos increíbles, formant parella amb l'artista veterana Sole Giménez i arribant a la final.
L'11 de novembre de 2023 es va anunciar que seria un dels setze concursants del Benidorm Fest 2024.

## Altres facetes musicals
Després de l'èxit dels seus primers passos professionals en la música, Yoly va començar a treballar com a compositora i lletrista per a diferents artistes reconeguts com a Luz Casal. Ha participat en l'àlbum Mil batallas de Malú component la cançó «Deshielo».
Yoly Saa també va aparèixer en l'adaptació de Netflix del llibre Fuimos canciones d'Elísabet Benavent, interpretant-se a si mateixa.
Amb la música com a hobby al principi, Yoly va continuar els seus estudis universitaris i es va graduar en Educació infantil, cosa que va compaginar amb el futbol sala, esport en el qual va arribar a jugar en la Primera Divisió femenina amb l'equip Poio Pescamar en la posició d'ala esquerra.

## Discografia
- 2020 - Magma - EP
- 2022 - A golpes de fe
- 2025 - Mar de Ardora